# Pablo Dyego
Pablo Dyego da Silva Rosa (Río de Janeiro, Brasil, 8 de marzo de 1994), conocido solo como Pablo Dyego, es un futbolista brasileño. Juega de extremo y su equipo actual es el Grêmio Novorizontino del Campeonato Brasileño de Serie B.

## Trayectoria
Formado en las inferiores del Fluminense, Pablo Dyego fue promovido al primer equipo en la temporada 2013. Ese mismo año fue enviado a préstamo al Djurgårdens IF de Suecia. Debutó en la Allsvenskan el 4 de mayo de 2013 contra el Åtvidabergs FF.
Sin lograr establecerse en el primer equipo del Flu, fue enviado a préstamo al Legia de Varsovia en 2015, al Ottawa Fury en 2016 y al San Francisco Deltas en 2017.
Ya en la temporada 2018 del Brasileirão, Pablo Dyego debutó en la Serie A el 15 de abril de 2018 en la derrota por 2-1 contra el Corinthians.

## Estadísticas
Actualizado al último partido disputado el 24 de enero de 2020.
| Djurgårdens IF · Suecia | 1.ª           | 2013          | 1  | 0 | -  | - | 0 | 0 | - | - | 1  | 0 |
| Djurgårdens IF · Suecia | Total club    | Total club    | 1  | 0 | 0  | 0 | 0 | 0 | 0 | 0 | 1  | 0 |
| Legia · Polonia | 1.ª           | 2015-16       | 0  | 0 | -  | - | 1 | 0 | 1 | 0 | 2  | 0 |
| Legia · Polonia | Total club    | Total club    | 0  | 0 | 0  | 0 | 1 | 0 | 1 | 0 | 2  | 0 |
| Ottawa Fury · Canadá | 2.ª           | 2016          | 0  | 0 | -  | - | - | - | - | - | 0  | 0 |
| Ottawa Fury · Canadá | Total club    | Total club    | 0  | 0 | 0  | 0 | 0 | 0 | 0 | 0 | 0  | 0 |
| San Francisco Deltas Estados Unidos | 2.ª           | 2017          | 29 | 4 | -  | - | 1 | 0 | - | - | 30 | 4 |
| San Francisco Deltas Estados Unidos | Total club    | Total club    | 29 | 4 | 0  | 0 | 1 | 0 | 0 | 0 | 30 | 4 |
| Fluminense · Brasil | 1.ª           | 2018          | 11 | 2 | 8  | 0 | 0 | 0 | 3 | 1 | 22 | 3 |
| Fluminense · Brasil | 1.ª           | 2019          | 9  | 0 | 1  | 0 | 0 | 0 | 3 | 1 | 13 | 1 |
| Fluminense · Brasil | 1.ª           | 2020          | 0  | 0 | 2  | 0 | 0 | 0 | - | - | 2  | 0 |
| Fluminense · Brasil | Total club    | Total club    | 20 | 6 | 11 | 0 | 0 | 0 | 6 | 2 | 37 | 4 |
| Total carrera | Total carrera | Total carrera | 50 | 0 | 11 | 0 | 2 | 0 | 7 | 2 | 70 | 8 |
| (1) Incluye datos de la Copa de Polonia, la US Open Cup y la Copa de Brasil (2) Incluye datos de la Liga Europa de la UEFA y la Copa Sudamericana |               |               |    |   |    |   |   |   |   |   |    |   |

## Palmarés

### Títulos nacionales
| Título          | Club                    | País           | Año     |
| --------------- | ----------------------- | -------------- | ------- |
| Ekstraklasa     | Legia de Varsovia       | Polonia        | 2015-16 |
| Copa de Polonia | Legia de Varsovia       | Polonia        | 2015-16 |
| NASL            | San Francisco Deltas FC | Estados Unidos | 2017    |